# پنیاسکوسا

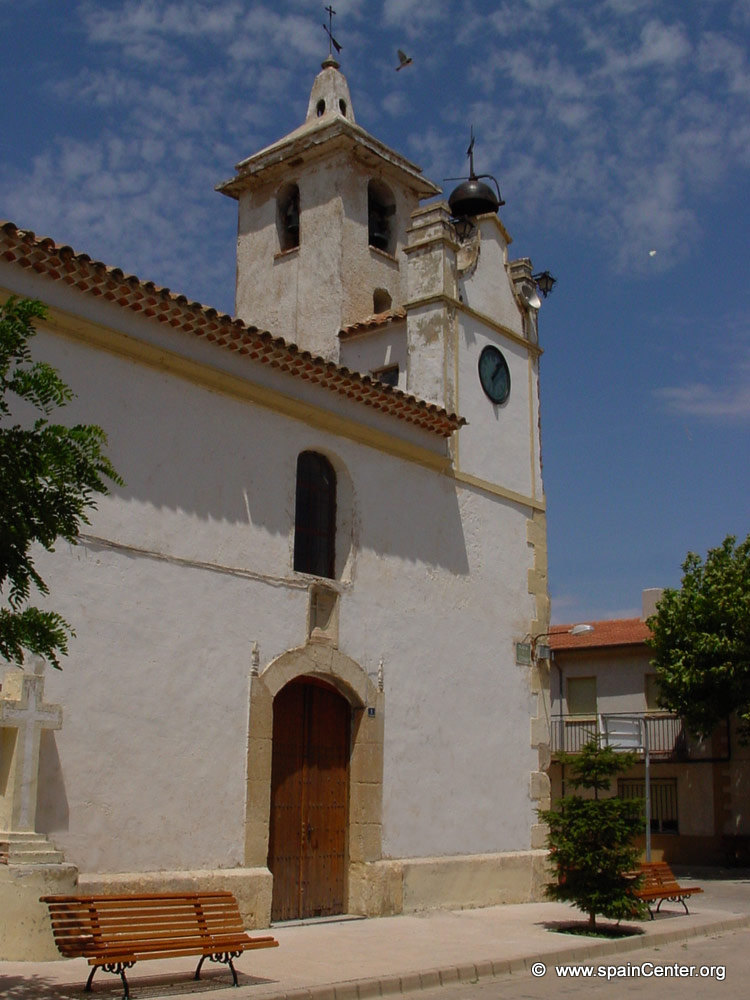
نمایی از کلیسای دهستان پنیاسکسا در استان آلباسته - ۲۰۰۸

پنیاسکسا دهستانی در استان آلباستهٔ اسپانیا است.
در این دهستان ۳۷۴ نفر زندگی می‌کنند. مساحت این دهستان ۱۸۸٫۶۳ کیلومتر مربع است.